# باللو (مسرحية)
باللو هي مسرحية مصرية كوميدية عرضت عام 1995 في مصر، من بطولة صلاح السعدني، إسعاد يونس، من تأليف بسيوني عثمان والإخراج المسرحي لسمير العصفوري والإخراج التلفزيوني لسعيد حامد. 

## قصة المسرحية
تدور أحداث المسرحية في إطار كوميدي حول بعض الأشخاص الذين يعملون داخل سيرك وتربط بينهم العديد من المواقف الكوميدية والاستعراضية الغنائية، حيث تتعرف عليهم فتاة غنية كانت على علاقة بصاحب السيرك في فترة الجامعة فتحدث العديد من المواقف الكوميدية.

## طاقم التمثيل
- صلاح السعدني:  (عاطف)
- إسعاد يونس:  (كريمة)
- محمود الجندي:  (كتكت)
- هالة فاخر:  (زوبا)
- أشرف عبد الباقي:  (شريف)
- رانيا فريد شوقي:  (مانجا)
- حسين الإمام:  (حشمت)
- سعيد طرابيك:  (ورد النيل)
- ماجد الكدواني:  (عباس)
- حسن الأسمر:  (حسونة)

## فريق العمل
- إخراج مسرحي: سمير العصفوري
- إخراج تلفزيوني: سعيد حامد
- تأليف: بسيوني عثمان
- إنتاج: عصام إمام
- مدير التصوير: مصطفى عز الدين
- مونتاج إلكتروني: مدحت بهجت
- مونتاج فيديو: معتز الكاتب
- مهندس الصوت: حسن صفافة
- موسيقى: حسين الإمام
- أشعار: جمال بخيت
- مصمم الاستعراضات: حسن عفيفي